# Bochtar
Bochtar (wcześniej Kurgonteppa) – miasto w Tadżykistanie, nad Wachszem; ośrodek administracyjny wilajetu chatlońskiego; 109, 1 tys. mieszkańców (2018); ośrodek przemysłowy. Czwarte co do wielkości miasto kraju.